# Eric Drummond
Pour les articles homonymes, voir James Drummond et Drummond.
James Eric Drummond, né le 17 août 1876 à Fulford (Royaume-Uni de Grande-Bretagne et d'Irlande) et mort le 15 décembre 1951 à Midhurst (Royaume-Uni), est un diplomate britannique qui est le premier secrétaire général de la Société des Nations.
Fils du vicomte Strathallan James David Drummond et demi-frère cadet de William Huntly Drummond, qui devient comte de Perth en 1902, il étudie à Eton College et commence sa carrière au Foreign Office en 1900.
Il est élu secrétaire général de la Société des Nations en 1919 et conserve ce poste jusqu'en 1933. Il devient alors ambassadeur britannique en Italie jusqu'en 1939.
Ayant succédé à son demi-frère comme comte de Perth en 1937, il siège à la Chambre des lords au sein du Parti libéral et collabore avec le ministère de l'Information pendant la Seconde Guerre mondiale.